# 日月光半導體
日月光半導體（全稱：日月光半導體製造股份有限公司）是台灣一家半導體封裝與測試製造服務公司，提供半導體客戶包括晶片前段測試及晶圓針測至後段之封裝、材料及成品測試的一元化服務，全球總部位於高雄市楠梓區楠梓科技產業園區，並於桃園市中壢區設立分公司，營運據點涵蓋中國大陸、南韓、日本、馬來西亞、新加坡、墨西哥、美國及歐洲多個主要城市，為目前全球最大封裝與測試大廠。

## 日月光投控
日月光投資控股股份有限公司（英語：ASE Technology Holding Co., Ltd.，簡稱：日月光投控，日月光集團）是台灣的科技企業集團，事業體由高雄的日月光半導體、臺中的矽品與先前已併購南投的環電組成的控股公司管理旗下各公司的營運規劃。2016年6月20日由日月光半導體與矽品董事會分別決議通過雙方簽訂「共同轉換股份協議」，雙方合意共同籌組新設產業控股公司；2018年4月30日「日月光投資控股公司」正式掛牌上市，總部設於臺北世界貿易中心國際貿易大樓19樓。

## 命名
創辦人張姚宏影為星雲法師弟子，日月光名稱由星雲法師命名：星雲大師覺得電和光代表快、代表速度，可以照耀萬千人，可以永久、可以大，取名「日月光」。同時，星雲大師也為日月光下了「日月無私照、光明有佛心」的對聯。

## 概要
日月光半導體成立於1984年，創辦人張姚宏影為董事長張虔生與張洪本兄弟之母親。1989年在台灣證券交易所上市，2000年美國上市；而其子公司福雷電子（ASE Test Limited）於1996年在美國NASDAQ上市，1998年在台灣證券交易所上市。
2008年6月，富比士公佈張虔生財富淨值12億美元，高居台灣第20名。2010年，日月光完成收購環隆電氣，拓展從封裝測試到下游系統與模組組裝的事業版圖。
2014年，日月光集團榮獲富比世評選為亞洲企業五十強（Fab 50），亦是2014年台灣唯一上榜之上市公司。2016年，日月光為台灣唯一入選CDP氣候變遷，並榮獲評鑑A級評價 （The Climate A List 2016）。同年，公平會通過日月光與矽品精密合併案，日月光成為全球第一大半導體封測廠。
2018年4月30日，日月光與矽品以股份轉換方式設立「日月光投資控股股份有限公司」，但因為中國商務部的規定，兩家公司除了研發資源之外，須暫時各自維持獨立營運。2020年3月25日，中國反壟斷局解除合併案相關限制，兩家公司正式完成合併。

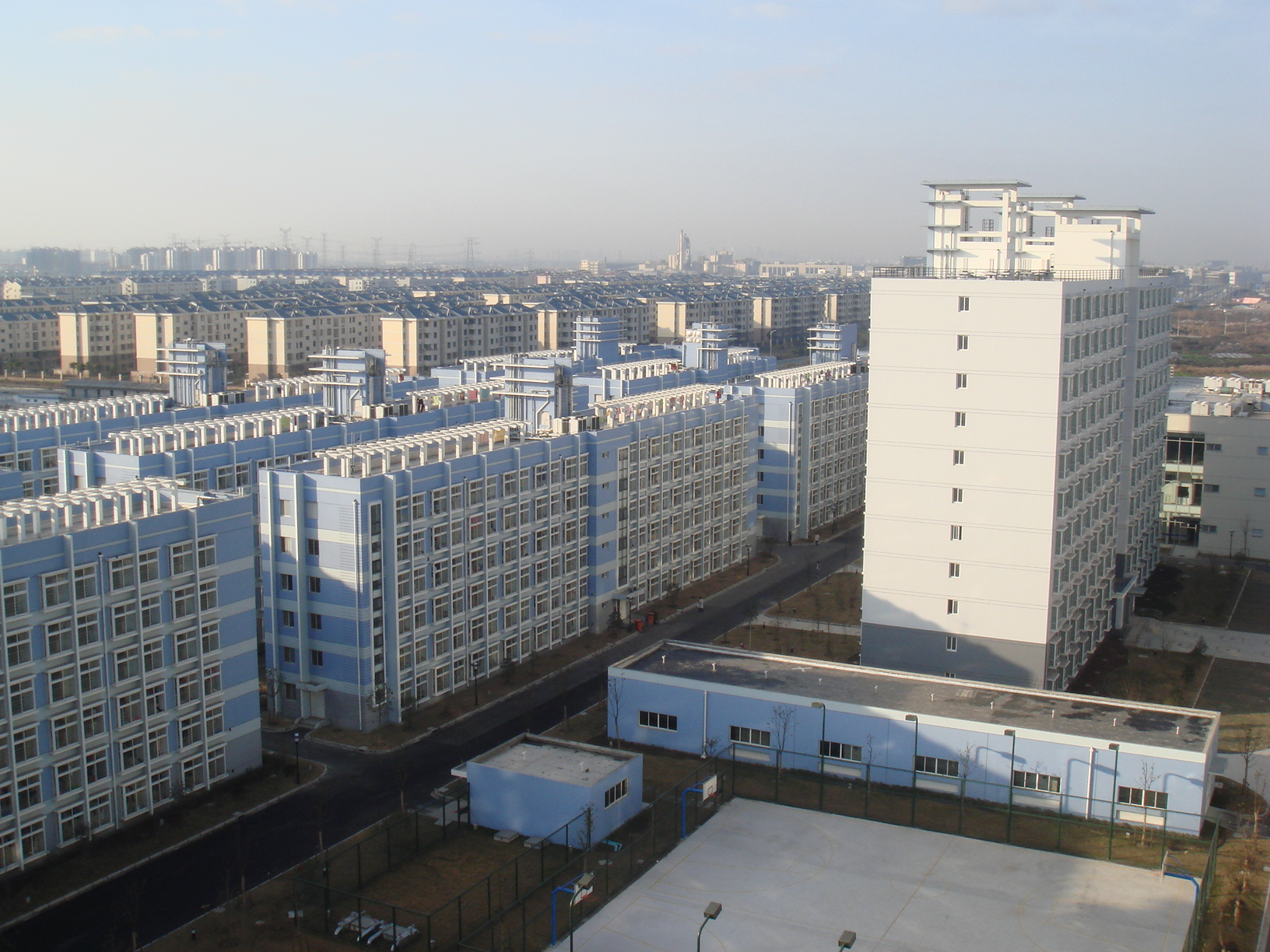
上海日月光宿舍
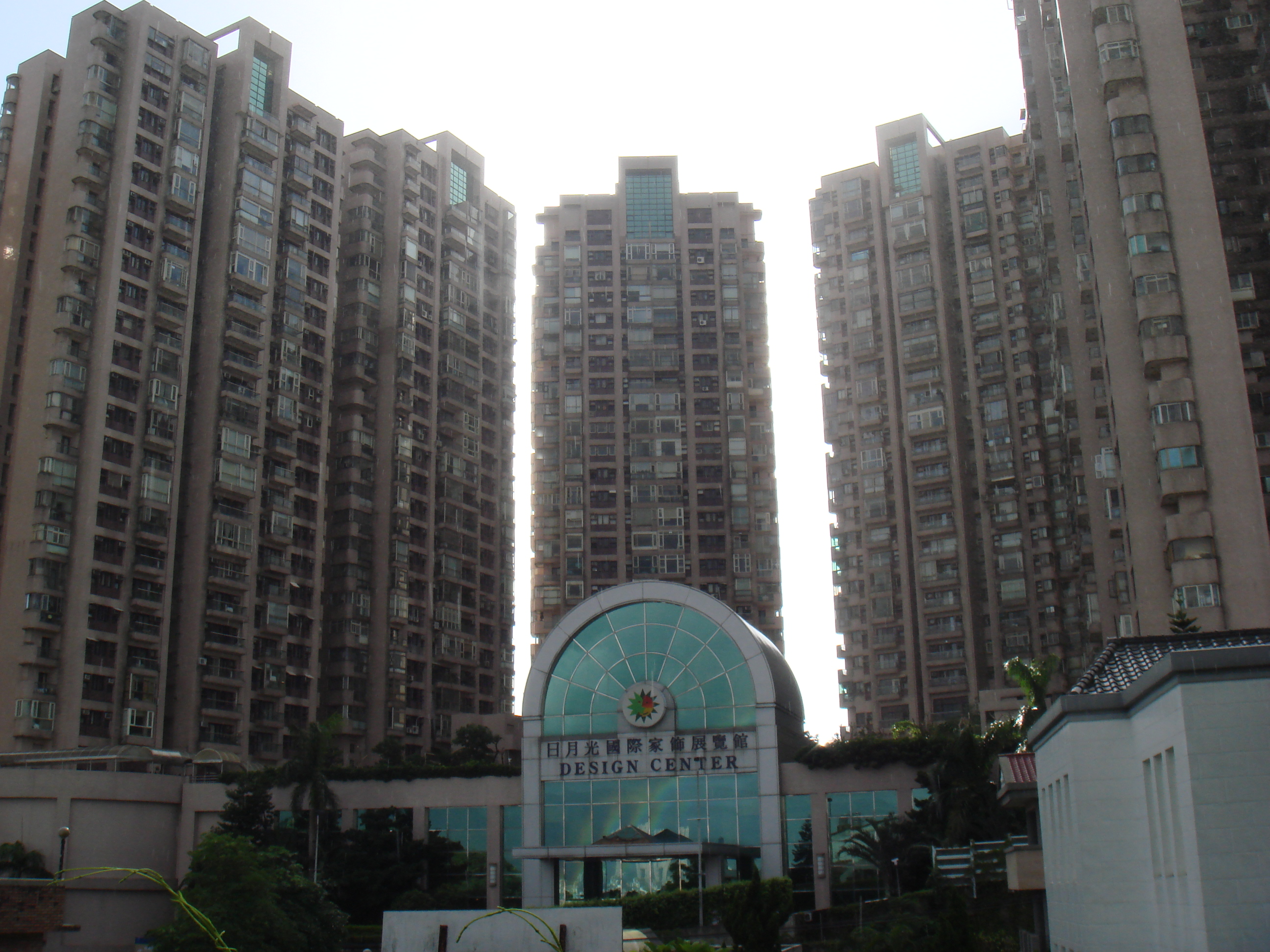
新北市汐止日月光國際家飾館，以展示成品為主
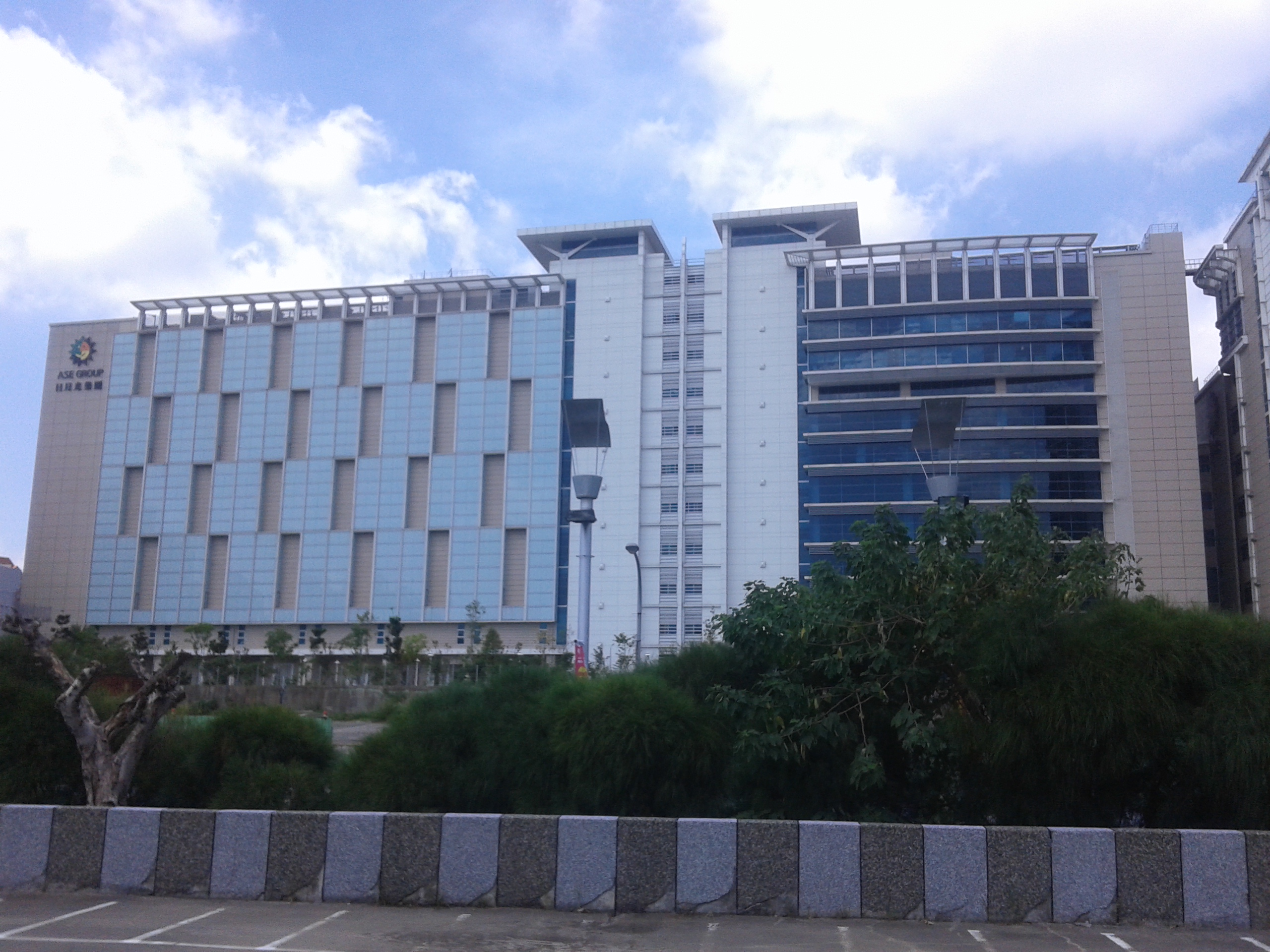
日月光集團在桃園市中壢區的廠房
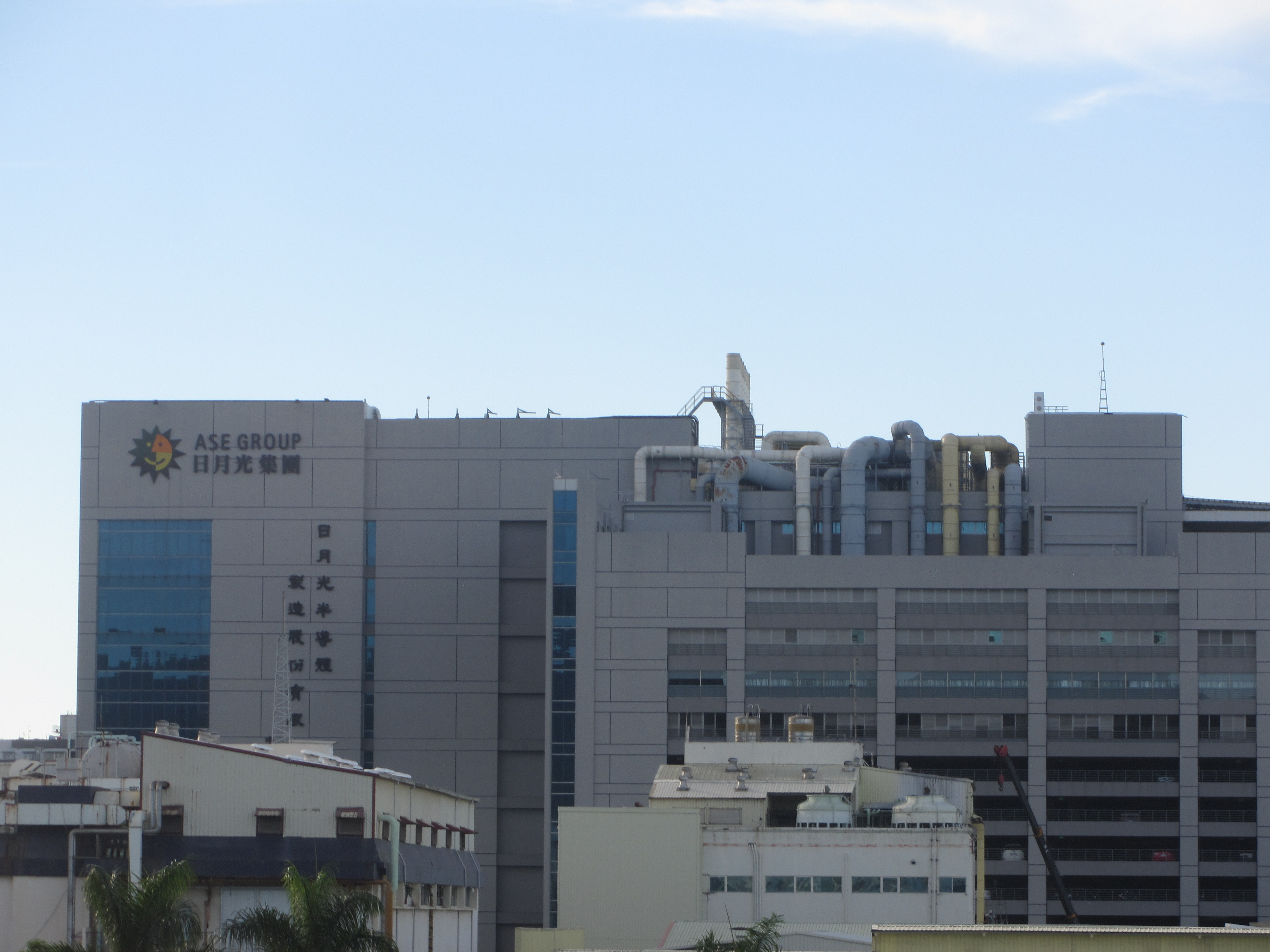
日月光集團在高雄市楠梓區的廠房

## 產品技術
根據市場調查公司 Gartner，日月光是最大的半導體委外封裝和測試（OSAT）供應商，佔有19％的市場份額。 日月光為全球90％以上的電子公司提供半導體封裝和測試服務。

### 封裝
封裝是指將半導體裸晶片加工為成品半導體，提供晶片保護，電性連接以及散熱。 日月光主要封裝技術包含扇出型晶圓級封裝（FOWLP）, 晶圓級晶片尺寸封裝 （WLCSP）, 覆晶封裝, 2.5D/3D 封裝, 系統級封裝（SiP） 以及銅打線製程。
扇出型晶圓級封裝（FOWLP），是一種能夠實現超薄，高密度封裝的封裝製程。由於市場對於輕薄短小行動裝置的需求不斷增加，因此扇出型晶圓級封裝成為行業趨勢。根據研究公司YoleDéveloppement的預測，到2020年FOWLP市場預計將達到24億美元。
晶圓級晶片尺寸封裝（WLCSP），是市場上可實現最小封裝尺寸的技術，用於日益增長的更小、更快便攜式消費產品。這種超薄封裝已整合於智慧型手機等行動裝置。  2001年10月，日月光開始量產晶圓級晶片尺寸封裝。
覆晶封裝（flip chip） 是一種晶片翻轉以凸塊（bump）接合至基板或導線架的封裝製程。 研究公司Yole Développement預測覆晶封裝技術市場價值預計將在2020年達到250億美元。此市場趨勢主要由平板電腦、伺服器或智能電視等行動或無線設備推動。
2.5D 封裝是指將多個晶片安裝在矽中介層（silicon interposer）上彼此連接，由於中介層上的互聯線密度可以遠高於傳統PCB上的互聯線密度，因此可以實現高性能互聯。2.5D 封裝可在狹小的封裝空間內實現數十萬個互連。 這種封裝技術是用於高內存帶寬、網絡交換機、路由器元件等應用。自2007年以來，日月光一直與AMD合作，將2.5D封裝技術推向市場。 這兩家公司合作開發一款專為遊戲玩家設計的基於2.5D的GPU處理器。 2015年成功量產這顆搭載HBM的2.5D IC封裝。
系統級封裝 （SiP）是指藉由IC封裝技術整合和小型化，具有系統或子系統電子功能的封裝或模組。 SiP技術主要由穿戴式設備，行動裝置和物聯網（IoT）的市場應用趨勢推動。 2004年，日月光成為首先量產SiP封裝的公司之一。
銅打線製程使IC封裝在成本方面更具競爭力，在許多半導體和微電子應用中，銅還具有優異的導熱性和導電性。日月光自2008年以來一直是銅打線封裝製造服務的先驅，並已出貨超過250億個銅線IC封裝。

### 測試
日月光提供全面的半導體測試服務，包括前端工程測試，晶圓探測，邏輯/混合信號/ RF /（2.5D / 3D）模塊和SiP / MEMS的最終測試以及其他測試相關服務。
前端工程測試包含客製化軟體開發、電氣設計驗證以及可靠性和故障分析。
晶圓探測是半導體封裝前進行的步驟，包括對待加工晶圓進行目視檢查以及電氣測試是否有缺陷，用以確保符合客戶規格。
最終測試係用以確保半導體封裝產品符合性能要求規格。最終測試包含使用複雜的測試設備（稱為測試儀）以及定制軟體，針對半導體封裝產品的許多屬性（包括功能，速度，預測耐久性和功耗）進行電性測試。

## 事件

### 內線交易
日月光營運長吳田玉在日月光併購矽品期間涉嫌內線交易，違反證券交易法，2017年8月2日被高雄地檢署偵結起訴。吳田玉將內線消息透漏給他的秘書吳女、秘書的老公林男、朋友張女，自己帶頭集體從事內線交易，在日月光併購矽品期間發布的三次重大交易訊息前後，大量買賣股票，金管會查覺有異後，移送檢調單位偵辦，雄檢將4人依違反證券交易法起訴。吳田玉本人否認涉案，但其他涉案三人已認罪，並繳出犯罪所得共約台幣900多萬元求取輕判。

### 廢水事件
- 2013年12月高雄市政府環境保護局查獲日月光半導體封裝大廠K7廠排放廢水汙染後勁溪，並以自來水混充放流水誤導稽查[28][29][30]。認定K7廠汙染惡行重大，勒令K7廠廢水產出製程停工，依《水污法》最高罰60萬元[31]。

- 2013年12月11日，高雄市政府環保局再次檢查K11廠，發現有未經環保局核准設置於放流槽後方的「備用槽」，這槽可利用管線未經依法設置累計型流量計排放進入後勁溪或納入污水下水道系統內，與許可內容不符。高雄市環保局長表示，相關列管事業廠內設施管線應與許可內容相符，如有不符將依水污法第45條第2項裁處新台幣1萬元至60萬元罰鍰，並限期改善[32]。

- 由於稽查發現K5廠與K11廠也有也有超排廢水的狀況，懷疑日月光公司長時間偷排廢水，導致廢水事件延燒，造成日月光股價接連下跌[33]。12月13日，高雄地檢署檢察官至K7廠調查，查獲K7廠埋有暗管，直通到外海排放廢水，高雄地檢署擴大調查。

- 2013年12月20日，日月光K7廠排放污染，同日遭高雄市環保局依違反「水污法」，處以「勒令停工」處置。[34]

- 2013年12月25日，經濟部專案查核小組訪視後發現，無具體證據顯示，日月光K5、K7與K11廠，有暗管偷排情形。經濟部加工出口區管理處說明，日月光在2013年10月5日，因施工需要，將已處理且符合排放標準的廢水，臨時改排海放，事先已依照法定程序，申請下水道主管機構核准，「無具體證據顯示有暗管偷排情形」。至於2013年10月1日的水質異常事件，管理處解釋，肇因於日月光K7廠製水程序發生異常，導致鹽酸溢流至污水處理單元，屬應變能力問題。[35]

## 外部連結
- 日月光投控